# Moesa al-Kazim
Moesa al-Kazim' (6 november 745 – 1 september 799) (Arabisch: الإمام موسى الكاظم) was de zevende imam van de Twaalf Imams. Hij was de zoon van de zesde imam Ja'far al-Sadiq. Hij werd vermoord in een gevangenis in Bagdad, waar hij door de soennitische Abbassiden gevangen gehouden werd.
Moesa al-Kazim ligt begraven in de Al-Kadhimiya-moskee.